# Hodges (Alabama)
Pour les articles homonymes, voir Hodges.
Hodges est une municipalité américaine située dans le comté de Franklin en Alabama.
Selon le recensement de 2010, sa population est de 288 habitants. La municipalité s'étend sur 4,14 milles carrés (10,72 km2).
La ville est fondée le 11 octobre 1902, à l'intersection de l’Alabama State Route 172 et de l’Alabama State Route 187.

## Démographie
| 1920 | 1930 | 1940 | 1950 | 1960 | 1970 |
| ---- | ---- | ---- | ---- | ---- | ---- |
| 279  | 247  | 260  | 220  | 194  | 207  |

| 1980 | 1990 | 2000 | 2010 | - | - |
| ---- | ---- | ---- | ---- | - | - |
| 250  | 272  | 261  | 288  | - | - |